# Brumath
Brumath, also Brumpt, là một xã thuộc tỉnh Bas-Rhin trong vùng Grand Est đông bắc Pháp.